# Arrêt CJCE du 12 juillet 2005 dit « arrêt merluchon »
Le 12 juillet 2005, dans l'affaire Commission c. République française (ou plus simplement arrêt merluchon, C-304/02), la CJCE (actuelle CJUE pour Cour de justice de l'Union européenne) a condamné la France à la suite d'un recours en manquement introduit par la Commission européenne. La République française doit donc payer sur le compte « Ressources propres » des Communautés européennes d’une part, une astreinte d’un montant de 57 761 250 € pour chaque période de six mois à compter du prononcé de l’arrêt du 12 juillet 2005 au terme de laquelle l’arrêt de la CJCE du 11 juin 1991, Commission c. République française (C‑64/88), n’a pas encore été exécuté pleinement, et d’autre part, une amende forfaitaire de 20 000 000 €.

## Portée de l'arrêt
Cette affaire est la troisième à mettre en pratique les principes de l'astreinte en matière environnementale, mais l'amende infligée y est de loin la plus importante et, surtout, la Cour a pour la première fois décidé de combiner amende et astreinte, allant au-delà de ce que la Commission avait envisagé. L'importance de l'affaire était telle qu'au cours de la procédure, pas moins de seize États membres sont intervenus pour présenter des observations orales (Belgique, République tchèque, Danemark, Allemagne, Grèce, Espagne, Irlande, Italie, Chypre, Hongrie, Pays-Bas, Autriche, Pologne, Portugal, Finlande et Royaume-Uni)
Ce jugement fait suite à une première condamnation datant de 1991 (CJCE, Commission c. République française, affaire C-64/88), où la France était condamnée pour la non-application des règlements communautaires en matière de pêche : étaient reprochés le maillage des filets (trop petit), l'insuffisance des contrôles et surtout le laxisme en matière de vente des « merlus sous-taille » (dits merluchons, interdits de pêche car, justement, trop petits). Malgré quelques améliorations, la Commission estima la France toujours contrevenant et déposa donc son recours en manquement en 2002. 
Comme souligné par Kauff-Gazin, « rendu dans un cadre juridique spécifique, eu égard à l’importance de l’intérêt général communautaire en cause, à savoir la conservation des ressources halieutiques et la gravité de l’infraction, [l'arrêt] soulève la question de l’application cumulative des amendes et des astreintes dans le cadre de l’article 228, ainsi que celle de l’étendue des pouvoirs du juge dans la fixation de leur montant ».

Le 1er mars 2006, la Commission européenne est venue réclamer le versement de l'astreinte au motif que la France ne s'était pas mise en totale conformité avec la législation européenne six mois après l'arrêt du 12 juillet 2005. La France vient contester cette décision au moyen d'un recours en annulation. Le Tribunal a jugé le 19 octobre 2011 que l'astreinte était bel et bien devenue exigible et que la Commission était compétente pour la recouvrer (Tribunal, République française c. Commission européenne, affaire T-139/06).

## Compléments